# 1110 Jaroslawa
1110 Jaroslawa är en asteroid i huvudbältet som upptäcktes den 10 augusti 1928 av den ryske astronomen Grigorij Neujmin vid Simeizobservatoriet på Krim. Dess preliminära beteckning var 1928 PD. Den fick senare namn efter upptäckarens son, Jaroslav Grigorjevitj Neujmin.
Jaroslawas senaste periheliepassage skedde den 8 februari 2021.[Uppdatering behövs] Dess rotationstid har beräknats till 94,432 timmar.